# O amor em paz
O amor em paz è un album in studio del chitarrista brasiliano Irio De Paula, pubblicato nel 2006.

## Descrizione
Il lavoro vede l'interprete duettare con il sassofonista Gianni Basso ripercorrendo composizioni di Antônio Carlos Jobim. Non è la prima volta che il musicista brasiliano si cimenta in esecuzioni  in duo; già nel passato De Paula aveva inciso in coppia con virtuosi di altri strumenti come Phil Woods e Fabrizio Bosso; e nell’album Recado il chitarrista si era trovato assieme a Gianni Basso.

## Tracce
1. Meditaçao – 4:33 (Antônio Carlos Jobim, Newton Mendonça)
2. Desafinado – 5:37 (Antônio Carlos Jobim, Newton Mendonça)
3. O grande amor – 5:37 (testo: Vinícius de Moraes – musica: Antônio Carlos Jobim)
4. O amor em paz – 4:35 (testo: Vinícius de Moraes – musica: Antônio Carlos Jobim)
5. Insensatez – 5:15 (testo: Vinícius de Moraes – musica: Antônio Carlos Jobim)
6. Samba de uma nota – 4:45 (Antônio Carlos Jobim, Newton Mendonça)
7. Triste – 4:10 (Antônio Carlos Jobim)
8. Chega de saudade – 8:52 (testo: Vinícius de Moraes – musica: Antônio Carlos Jobim)
9. Garota de Ipanema – 5:50 (testo: Vinícius de Moraes – musica: Antônio Carlos Jobim)
10. Corcovado – 5:37 (Antônio Carlos Jobim)
11. So danço samba – 4:37 (testo: Vinícius de Moraes – musica: Antônio Carlos Jobim)

Durata totale: 59:28